# White Spirit (musikgrupp)
White Spirit var ett band med nuvarande gitarristen i heavy metal-bandet Iron Maiden, Janick Gers. Bandet bestod även av sångaren Bruce Ruff, basisten Phil Brady, trummisen Graeme Crallan, och keyboardspelaren Malcom Pearson. 
De släppte ett självbetitlat album.

## Medlemmar
- Janick Gers – gitarr (1975–1981)
- Phil Brady – basgitarr (1975–1981)
- Graeme "Crash" Crallan – trummor (1975–1981; död 2008)
- Malcolm Pearson – keyboard (1975–1981)
- Bruce Ruff – sång (1975–1981)
- Brian Howe – sång (1981)

## Diskografi
Studioalbum
- White Spirit (1980)

Singlar
- "Midnight Chaser" / "Suffragettes" (1980)
- "High Upon High" / "No Reprieve" (1980)
- "Backs To The Grind" / "Cheetah" (1980)

Samlingsalbum
- 21 Grams (2012)